# Oneirodes bulbosus
Oneirodes bulbosus es una especie de pez del género Oneirodes, familia Oneirodidae, orden Lophiiformes. Fue descrita científicamente por Chapman en 1939.
Especie inofensiva para el ser humano. Puede alcanzar los 2000 metros de profundidad y un peso máximo de 450 gramos.

## Descripción
Su longitud total es de 14,8-23,0 centímetros.

## Distribución
Se distribuye por Canadá.